# Wuppertal-Oberbarmen
Wuppertal-Oberbarmen – stacja kolejowa w Wuppertalu, w kraju związkowym Nadrenia Północna-Westfalia, w Niemczech. Znajdują się tu 3 perony.